# میکائل نیلسون (بازیکن فوتبال، زاده ۱۹۶۸)
میکائل نیلسون (سوئدی: Mikael Nilsson؛ زادهٔ ۲۸ سپتامبر ۱۹۶۸) بازیکن فوتبال اهل سوئد بود.
از باشگاه‌هایی که در آن بازی کرده‌است می‌توان به اشاره کرد.
وی همچنین در تیم‌های ملی فوتبال زیر ۲۱ سال سوئد، و سوئد بازی کرده‌است.
وی در مسابقات کشوری و بین‌المللی در مجموع برندهٔ ۱ مدال برنز شده‌است.